# NGC 6806
NGC 6806 је спирална галаксија у сазвежђу Стрелац која се налази на NGC листи објеката дубоког неба.
Деклинација објекта је - 42° 17' 45" а ректасцензија 19h 37m 4,8s. Привидна величина (магнитуда) објекта NGC 6806 износи 13,0 а фотографска магнитуда 13,7. NGC 6806 је још познат и под ознакама ESO 338-15, MCG -7-40-3, FAIR 1162, IRAS 19336-4224, VV 411, AM 1933-422, PGC 63416.